# Labo
「labo」（ラボ）は、flumpoolの限定インディーズシングル。

## 解説
2008年8月27日に発売。作詞作曲編曲および音楽プロデュースはflumpool。
発売前年の2007年に自主制作で発表したシングル「ミライカナイ」からの再収録で、トライアルシングルと銘打って全国のタワーレコードおよびTSUTAYAにて各初回5,000枚完全限定生産で発売された。ジャケット写真はいずれも「ミライカナイ」と同様のデザインを使用している。タイトル曲「labo」のPVは、indiesmusic.comの週間PVアクセスランキングにおいて1位を記録した。
カップリングには同じく「ミライカナイ」に収録されている「未来」と「LOST」が収録され、『TOWER RECORDS limited version』では前者が、『TSUTAYA RECORDS limited version』では後者が収録されている。また、シークレットトラックとして、配信限定メジャーデビューシングルとして後に発表する「花になれ」のアウトロの一部を収めた「花になれ teaser」が収録されている。
本作は、所属するアミューズが運営するインディーズレーベルのantworkより発売されており、antworkレーベルにとっては本作が第1号リリース作品となる。

## 収録曲
TOWER RECORDS limited version
1. labo
  - TBS系『CDTV』2008年8月度エンディングテーマ
2. 未来
3. 花になれ teaser（シークレットトラック）

TSUTAYA RECORDS limited version
1. labo
  - TBS系『CDTV』2008年8月度エンディングテーマ
2. LOST
3. 花になれ teaser（シークレットトラック）